# Fatehpur Chaurāsi
Fatehpur Chaurāsi är en ort i Indien.   Den ligger i distriktet Unnao och delstaten Uttar Pradesh, i den centrala delen av landet, 400 km sydost om huvudstaden New Delhi. Fatehpur Chaurāsi ligger 130 meter över havet och antalet invånare är 5 931.
Terrängen runt Fatehpur Chaurāsi är mycket platt. Runt Fatehpur Chaurāsi är det tätbefolkat, med 683 invånare per kvadratkilometer. Närmaste större samhälle är Safīpur, 9,6 km sydost om Fatehpur Chaurāsi. Trakten runt Fatehpur Chaurāsi består till största delen av jordbruksmark.